# Walery Sławek
Walery Jan Sławek, né le 2 novembre 1879 à Strutynka (près de Némirov, dans le Gouvernement de Podolie, Empire russe) et mort le 3 avril 1939 à Varsovie, est un homme d'État polonais. Il est Premier ministre de Pologne de mars 1930 à août 1930, de décembre 1930 à mai 1931 puis de mars 1935 à octobre 1935.

## Biographie
Il fait des études commerciales à Varsovie. En 1900 il rejoint le Parti socialiste polonais (PPS) et milite pour l'indépendance de la Pologne. En 1903 il arrêté par la police tsariste, envoyé en prison et s'évade pendant un transfert. Le 13 novembre 1904 il organise une manifestation anti-tsariste armée qui finit en accrochage avec les forces de police. En 1905 lors du congrès du PPS, il est élu au comité central des travailleurs. Au cours d'une attaque d'un train il est grièvement blessé par une bombe qui explose dans sa main; il perd l'usage de son œil gauche et de cinq doigts. Arrêté il est acquitté et forcé de s'exiler il s'installe au Royaume de Galicie et de Lodomérie. En 1908 après un séjour à Paris, il participe à l'attaque d'un train de passagers russe près de la ville de Bezdany.
Pendant la Première Guerre mondiale, il rejoint les « légions polonaises » puis milite activement au sein de l'Organisation militaire polonaise (POW). En 1917 il est envoyé en prison par les Allemands puis libéré en novembre 1918.
Pendant la guerre soviéto-polonaise il échoue à créer un front polono-lituanien anti-russe puis s'efforce de créer des unités mixtes de volontaires polonais et ukrainiens. L'année suivante il signe une annexe militaire au Traité de Varsovie de 1920 puis en 1923 il accède au rang d'officier au quartier général de l'armée polonaise. En 1927 il dirige le "Conseil des colonels" formé de proches de Józef Piłsudski et en 1928 il crée et dirige le Bloc non-partisan de coopération avec le gouvernement (en) (BBWR). Après la victoire du BBWR aux élections législatives polonaises de 1928 Slawek devient un personnage politique très influent.
Il est nommé premier ministre le 29 mars 1930. Dans le sillage d'une manifestation de masse anti gouvernementale le 30 juin 1930 à Varsovie, Sławek démissionne de son poste le 23 août 1930. Après les élections législatives polonaises de 1930 Sławek est de nouveau nommé premier ministre le 5 décembre 1930. Face à une situation économique se dégradant et une opposition très critique vis-à-vis de son gouvernement, Sławek démissionne le 26 mai 1931. Il se consacre alors à co-rédiger une nouvelle constitution pour la Pologne, constitution qui sera adoptée par le parlement en avril 1935. Il est pour une troisième fois nommé premier ministre le 28 mars 1935 mais d'une part affaibli par la rivalité hostile d'Edward Rydz-Śmigły à son égard et d'autre part déçu que le président Ignacy Mościcki ne démissionne pas en sa faveur, il démissionne le 12 octobre 1935 et dans la foulée il dissout le 30 octobre le BBWR. Du 22 juin au 27 novembre 1938 il est élu président de la Diète de Pologne. Walery Sławek se suicide le 3 avril 1939.

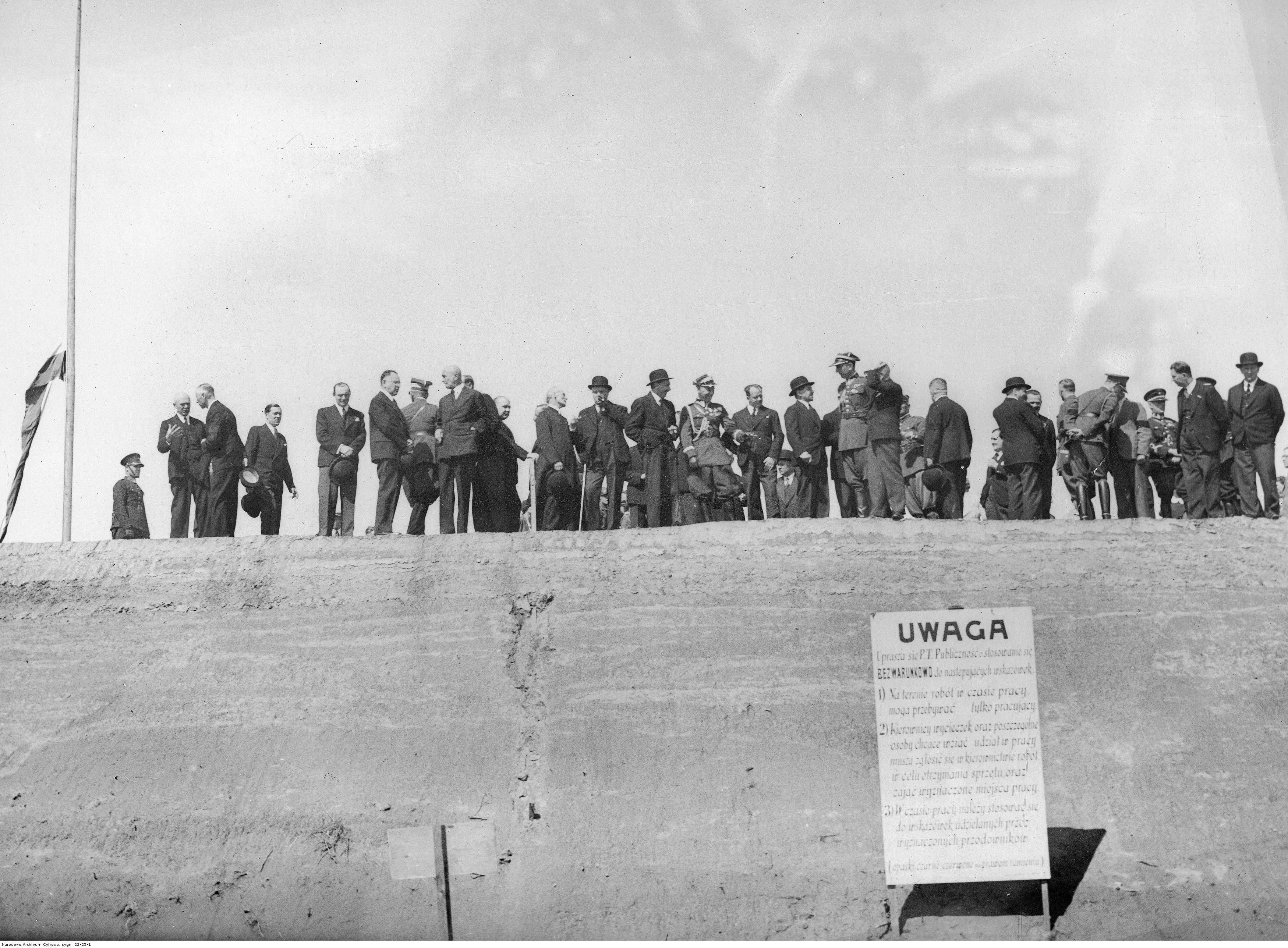
En 1935, inauguration du Tertre de Piłsudski
par Józef Beck, Edward Rydz-Śmigły, Marian Zyndram-Kościałkowski, Władysław Raczkiewicz.